# Egmating
Egmating  – miejscowość i gmina w Niemczech, w kraju związkowym Bawaria, w rejencji Górna Bawaria, w regionie Monachium, w powiecie Ebersberg, wchodzi w skład wspólnoty administracyjnej Glonn. Leży około 15 km na południowy zachód od Ebersberga.

## Dzielnice
- Egmating
- Orthofen
- Neuorthofen

## Demografia
| Rok  | Liczba mieszk. |
| ---- | -------------- |
| 1970 | 1 180          |
| 1987 | 1 388          |
| 2000 | 1 639          |
| 2007 | 2 059          |

Dane o ludności z 31 grudnia 2008:
| Opis                                | Ogółem | Ogółem | Kobiety | Kobiety | Mężczyźni | Mężczyźni |
| ----------------------------------- | ------ | ------ | ------- | ------- | --------- | --------- |
| Jednostka                           | osób   | %      | osób    | %       | osób      | %         |
| Populacja                           | 2117   | 100    | 1050    | 49,6    | 1067      | 50,4      |
| Wiek przedprodukcyjny (0–17 lat)    | 447    | 21,11  | 204     | 9,64    | 243       | 11,48     |
| Wiek produkcyjny (18–65 lat)        | 1339   | 63,25  | 678     | 32,03   | 661       | 31,22     |
| Wiek poprodukcyjny (powyżej 65 lat) | 331    | 15,64  | 168     | 7,94    | 163       | 7,7       |

## Polityka
Wójtem gminy jest Ernst Eberherr, rada gminy składa się z 14 osób.
|      | CSU/FWG | SPD/PL | ABL | Razem |
| 2008 | 7       | 2      | 5   | 14    |
| 2002 | 7       | 5      | -   | 12    |

## Oświata
W gminie znajduje się przedszkole (50 miejsc).